# Stiftung Brandenburgische Gedenkstätten
Die Stiftung Brandenburgische Gedenkstätten ist eine Stiftung des öffentlichen Rechts mit Sitz in Oranienburg. Sie wurde durch das Land Brandenburg mit Wirkung vom 1. Januar 1993 errichtet.

## Stiftungszweck
Der Zweck der Stiftung ist die Aufarbeitung von Terror, Krieg und Gewaltherrschaft sowie die Unterhaltung von Gedenkstätten von nationaler und internationaler Bedeutung im Land Brandenburg. Sie konzentriert sich dabei auf die ehemaligen Konzentrationslager in der Zeit des Nationalsozialismus und die späteren Speziallager der Sowjetischen Militäradministration in Deutschland zwischen 1945 und 1950. In der Verordnung zur Errichtung der Stiftung ist dazu festgelegt:

„Die Stiftung hat den Zweck, an Terror, Krieg und Gewaltherrschaft zu erinnern, die Auseinandersetzung der Öffentlichkeit mit diesem Thema zu fördern und ein würdiges Gedenken an die Opfer der Verbrechen der Gewaltherrschaft des NS-Regimes, der sowjetischen Besatzungsmacht und der DDR zu ermöglichen. Sie unterhält die Gedenkstätten: 1. Sachsenhausen mit der Außenstelle Belower Wald; 2. Ravensbrück; 3. Brandenburg an der Havel (Görden, Gedenkstätte für die Opfer der Euthanasiemorde).“

## Gedenkstätten
| Bild                                            | Name                                                                                  | Eröffnung | Stadt                    | Besucher pro Jahr         |
| ----------------------------------------------- | ------------------------------------------------------------------------------------- | --------- | ------------------------ | ------------------------- |
| Gedenkstätte und Museum Sachsenhausen           | Gedenkstätte und Museum Sachsenhausen                                                 | 1961      | Oranienburg              | 700.000 (2018, Schätzung) |
| Gedenkstätte Todesmarsch im Belower Wald        | Gedenkstätte Todesmarsch im Belower Wald (Außenstelle der Gedenkstätte Sachsenhausen) | 1975      | Wittstock/Dosse          | –                         |
| Mahn- und Gedenkstätte Ravensbrück              | Mahn- und Gedenkstätte Ravensbrück                                                    | 1959      | Fürstenberg/Havel        | 110.000 (2018, Schätzung) |
| Gedenkstätte Zuchthaus Brandenburg-Görden       | Gedenkstätte Zuchthaus Brandenburg-Görden                                             | 1964      | Brandenburg an der Havel | –                         |
| Gedenkstätte für die Opfer der Euthanasie-Morde | Gedenkstätte für die Opfer der Euthanasie-Morde                                       | 2012      | Brandenburg an der Havel | –                         |
| Gedenk- und Begegnungsstätte Leistikowstraße    | Gedenk- und Begegnungsstätte Leistikowstraße (Treuhandstiftung)                       | 2009      | Potsdam                  | –                         |

## Organisation

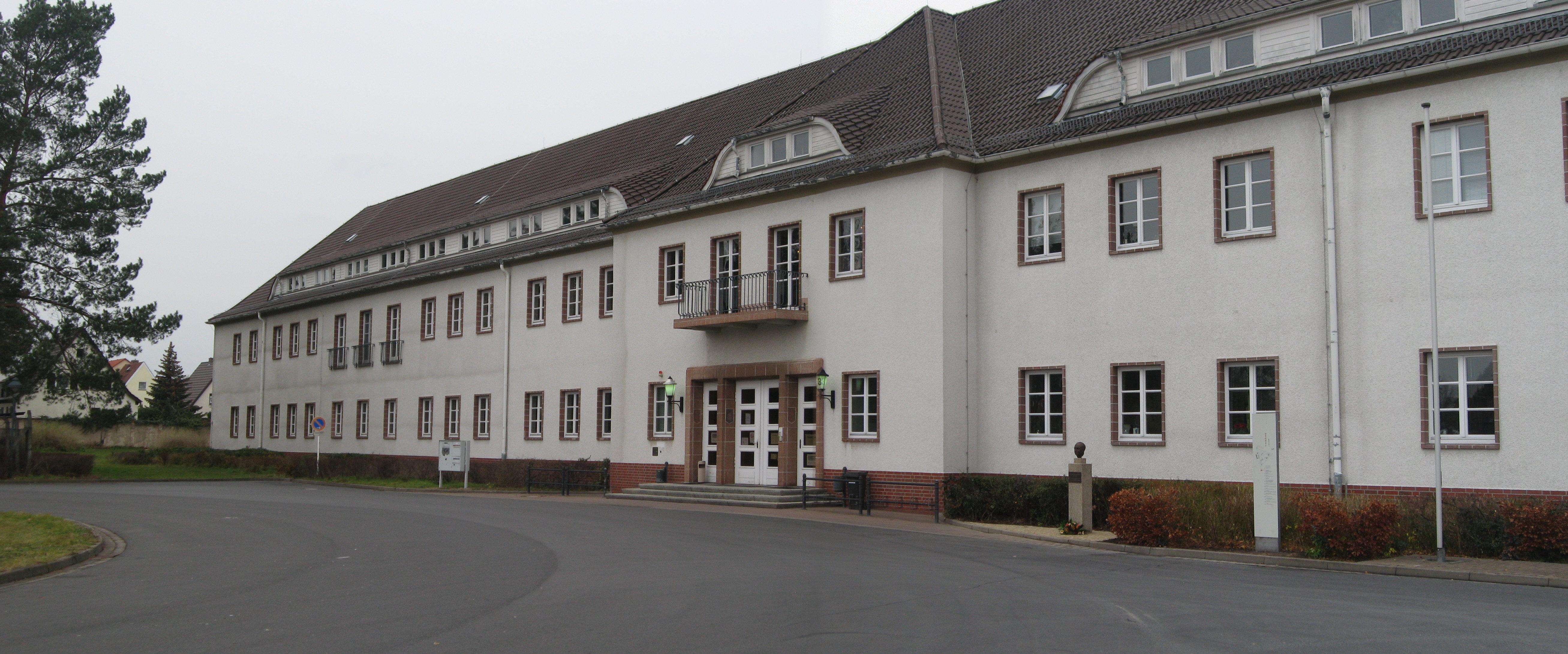
Sitz der Stiftung im ehemaligen Gebäude der Inspektion der Konzentrationslager in Oranienburg

Rechtsgrundlage der Stiftung ist die Verordnung über die Errichtung der rechtsfähigen Stiftung öffentlichen Rechts „Brandenburgische Gedenkstätten“ des Landes Brandenburg. Die Rechtsaufsicht über die Stiftung führt das Kulturministerium des Landes Brandenburg. Zur Erfüllung ihrer Aufgaben erhält die Stiftung jährlich einen Zuschuss, der zu gleichen Teilen durch das Land Brandenburg und die Bundesrepublik Deutschland aufgebracht wird.
Die Stiftung hat ihren Sitz in Oranienburg im sogenannten T-Gebäude, das von 1938 bis 1945 die Inspektion der Konzentrationslager beherbergte.
Vorstand der Stiftung ist der Leiter der Gedenkstätte Sachsenhausen kraft seines Amtes. Er trägt die Bezeichnung Stiftungsdirektor und führt die laufenden Geschäfte der Stiftung. Stellvertreter des Stiftungsdirektors ist der Leiter der Mahn- und Gedenkstätte Ravensbrück. Ein Verwaltungsleiter führt die Geschäftsstelle der Stiftung.
Ein Stiftungsrat mit sieben Mitgliedern unter dem Vorsitz des Kulturministers des Landes Brandenburg beschließt über die grundsätzlichen Angelegenheiten der Stiftung einschließlich der Einstellung von höheren Angestellten. Darüber hinaus besteht ein Beirat mit bis zu 20 Mitgliedern, die vom Zweck der Stiftung betroffene Gruppen und Verbände vertreten, und eine Fachkommission aus sieben Sachverständigen.

## Geschichte
Die Errichtung der Stiftung ging auf Vorschläge einer Expertenkommission zurück, die 1992 dem Land Brandenburg Empfehlungen zur Neukonzeption der Gedenkstättenarbeit vorgelegt hatte. Vorsitzender dieser Kommission war Bernd Faulenbach, der nach Gründung der Stiftung 1993 der erste Vorsitzender ihrer Fachkommission wurde. Erster Stiftungsdirektor war bis 1997 Jürgen Dittberner. Seit 2018 leitet Axel Drecoll die Stiftung. Zu Mitgliedern des Beirats der Stiftung wurden unter anderem Pierre Gouffault, Thomas Lutz, Joachim Müller und Eberhard Zastrau bestellt.
Die Stiftung erhält und pflegt die Gedenkstätten und Museen in den ehemaligen Konzentrationslagern Sachsenhausen und Ravensbrück, plant und gestaltet Ausstellungen und Veranstaltungen, betreibt wissenschaftliche Forschungen und museumspädagogische Arbeit und erstellt Publikationen über diese ehemaligen Lager und die Ergebnisse der eigenen Arbeit. Die Stiftung befasst sich darüber hinaus mit der Geschichte des sowjetischen Speziallager Sachsenhausen und dessen Berücksichtigung in einer überarbeiteten Gedenkstätte und modernem zeithistorischen Museum. Dieser Prozess der Neukonzeption in Sachsenhausen und Ravensbrück läuft gegenwärtig noch. Dauer- und Wechselausstellungen informieren am authentischen Ort über die Geschichte der Lager und Haftstätten.
Der Wirtschaftsplan der Stiftung veranschlagte für das Jahr 2015 Ausgaben von 6.443.900 € und Einnahmen von 280.300 €. Die Differenz in Höhe von 6.163.600 € soll durch Zuschüsse des Landes Brandenburg und der Bundesrepublik Deutschland gedeckt werden. Die Zahl der Arbeitnehmer der Stiftung wurde für 2015 mit 57,5 Sollstellen veranschlagt.